# Flowers
Flowers är ett album av bluesrockgruppen The Rolling Stones utgivet i juni 1967. Albumet består mestadels av hitsinglar och spår från de brittiska versionerna av albumen Aftermath och Between the Buttons, men här finns också studiomaterial som aldrig förekommit på album förr. 
Hitsinglarna på albumet är "Have You Seen Your Mother, Baby, Standing in the Shadow?", "Let's Spend The Night Together", "Mother's Little Helper" och "Ruby Tuesday". Även låten "Out of Time" blev en hit, men i sångaren Chris Farlowes version. Farlowe hade fått låten genom Mick Jagger som upptäckte och stöttade honom.

## Låtlista
Alla låtar är skrivna av Mick Jagger och Keith Richards om inget annat namn anges.

### Sida 1
1. "Ruby Tuesday" - 3:17
2. "Have You Seen Your Mother, Baby, Standing in the Shadow?" - 2:35
3. "Let's Spend the Night Together" - 3:38
4. "Lady Jane" - 3:08
5. "Out of Time" - 3:42
6. "My Girl" (Smokey Robinson/Ronald White) - 2:39

### Sida 2
1. "Back Street Girl" - 3:26
2. "Please Go Home" - 3:19
3. "Mother's Little Helper" - 2:47
4. "Take It or Leave It" - 2:47
5. "Ride on Baby" - 2:53
6. "Sittin' on a Fence" - 3:02